# Dwułupek

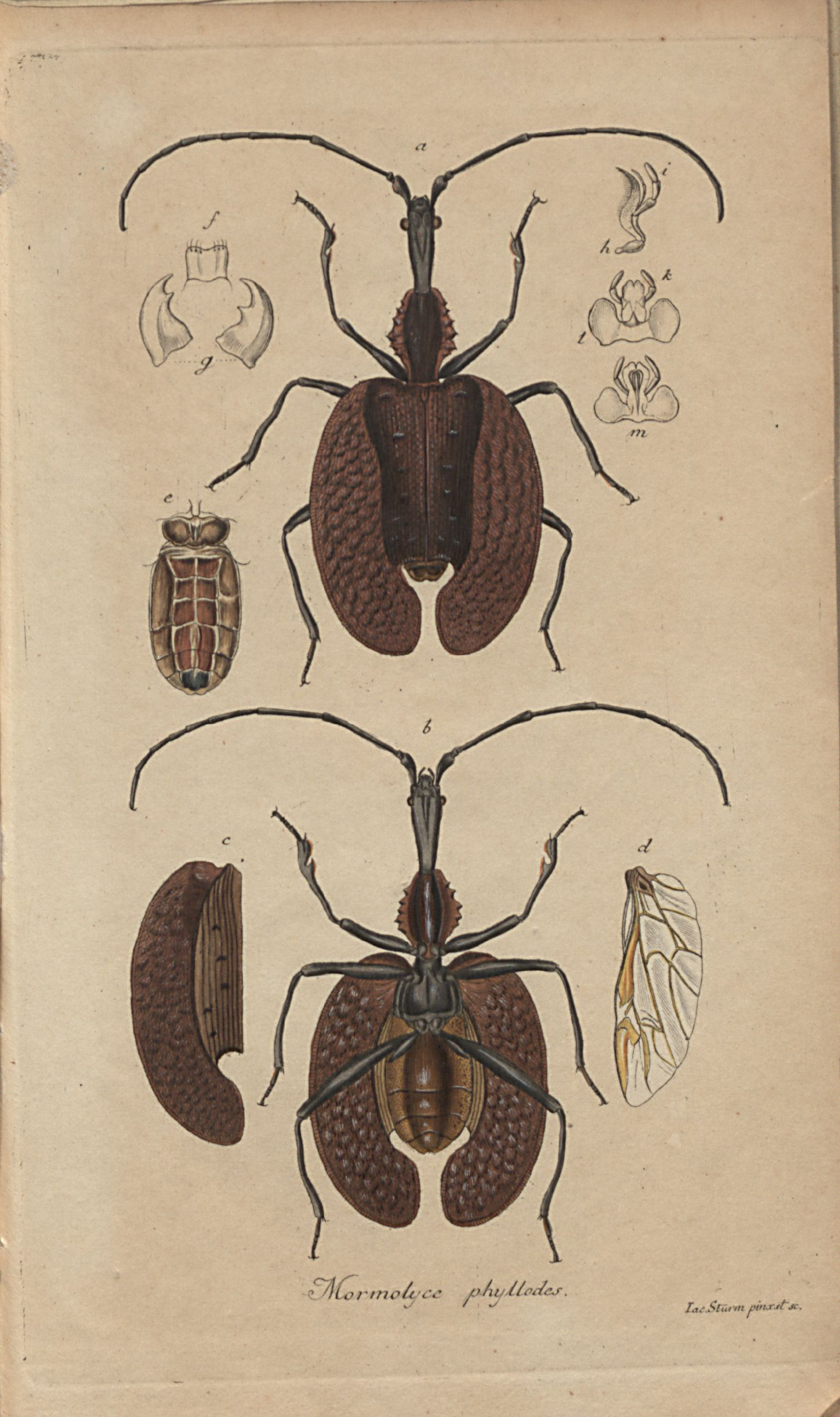
Ilustracja z pierwszego opisu Mormolyce

Dwułupek (Mormolyce) – rodzaj tropikalnych chrząszczy z rodziny biegaczowatych i podrodziny Harpalinae.

## Morfologia
Owady te odznaczają się płaskim ciałem, poszerzonym łukowato na boki przez przezroczyste i spłaszczone boczne krawędzie pokryw. Jest to wyraz przystosowania do środowiska życia (spotykane są pod korą drzew) lub mimikra (owad przypomina suchy liść). Druga para skrzydeł jest dobrze wykształcona i obserwowano te chrząszcze w locie. Głowa i przedplecze są wydłużone, czułki długie, mniej więcej równe długości całego ciała. Są dość dużymi owadami, osiągającymi do 10 cm długości.

## Biologia
Larwy i osobniki dorosłe Mormolyce są drapieżne. Zagrożone uwalniają z gruczołów pygidialnych substancję zawierającą kwas masłowy w ilości zdolnej do porażenia palców dłoni na dobę. Jako pierwszy doniósł o tym Overdijk, autor wielu obserwacji nad cyklem życiowym tych chrząszczy. Podobne obserwacje opublikowali holenderscy entomolodzy Lieftinck i Wiebes. Niektórzy jednak, m.in. Shelford, nie potwierdzili tego faktu; autor ten podał również, że nie przydarzyło się to żadnemu z Dajaków, którzy łapali owady i mieli w tym duże doświadczenie.
Larwy zasiedlają zatoczkowate jamki w miąższu grzybów nadrzewnych z rodzaju Polyporus, połączone małym otworkiem ze światem zewnętrznym. Nie obserwowano momentu składania jaj ani opuszczania ich przez imago. Często spotyka się dorosłe w sąsiedztwie wspomnianych grzybów.
Etap larwalny trwa od 8 do 9 miesięcy, przepoczwarczanie od 8 do 10 tygodni. Imago pojawiają się od sierpnia do listopada i nazywane były przez miejscowych „Bibiolah’an”.
Gatunki owadorośli Laboulbenia palmella Thaxter i L. kunkelii (Giard) wydają się pasożytować wyłącznie na osobnikach gatunku M. phyllodes.

## Taksonomia
Rodzaj został opisany przez Jacoba Johanna Hagenbacha w 1825 roku. Przez dłuższy czas był uważany za monotypowy z gatunkiem M. phyllodes. Z czasem opisano kolejne gatunki. Pozycja systematyczna rodzaju budziła z początku wątpliwości, jednak larwy Mormolyce nie różnią się znacząco morfologią od innych biegaczowatych. Niedawno przynależność systematyczną potwierdziły porównawcze badania DNA.
Należą do niego następujące gatunki:
- Mormolyce phyllodes Hagenbach, 1825 – dwułupek foremny
  - Mormolyce phyllodes engeli Wiebes, 1968
  - Mormolyce phyllodes borneensis Gestro, 1875
- Mormolyce castelnaudi Deyrolle, 1862
- Mormolyce hagenbachi Westwood, 1862
- Mormolyce matejmiciaki Ďuríček et Klícha, 2017
- Mormolyce quadraticollis Donckier, 1899
- Mormolyce tridens Andrewes, 1941

## Ochrona
Chrząszcze te nie były i nie są zbyt rzadkie. Są chętnie łapane i sprzedawane kolekcjonerom ze względu na charakterystyczny wygląd. Dawniej osiągały bardzo wygórowane ceny; w połowie XIX stulecia Muzeum w Paryżu płaciło sumę 1000 franków za jeden okaz. Głównym zagrożeniem dla tych owadów jest niszczenie siedlisk – lasów tropikalnych. Gatunek Mormolyce phyllodes został uwzględniony w 1990 roku na czerwonej liście zagrożonych gatunków IUCN, w 1996 roku został jednak skreślony. Chrząszcze tego rodzaju chętnie są przedstawiane na znaczkach pocztowych.

## Występowanie
Przedstawiciele rodzaju spotykane są na Półwyspie Malajskim i Wielkich Wyspach Sundajskich: Borneo, Jawie i Sumatrze.